# الدوري التشيكوسلوفاكي 1946–47
الدوري التشيكوسلوفاكي 1946–47 هو الموسم 41 من الدوري التشيكوسلوفاكي ‏. أشرف على تنظيمه اتحاد جمهورية التشيك لكرة القدم، وكان عدد الأندية المشاركة فيه 14، وفاز فيه سلافيا براغ.